# Ubisoft Tiwak
Ubisoft Tiwak (раніше Yeti Interactive) — колишня дочірня студія компанії Ubisoft, що займалася розробкою відеоігор та розташовувалася в місті Монпельє, Франція.

## Історія
Спершу була заснована як приватна компанія в серпні 2000 року під назвою «Yeti Interactive». Проіснувавши два роки, у 2002 році була перейменована в «Tiwak SAS». 12 січня 2004 році з'явилися відомості про укладення угоди між французьким видавництвом Ubisoft і Tiwak SAS, в результаті чого Tiwak SAS була поглинена, ставши дочірньою компанією Ubisoft, і перейменована в Ubisoft Tiwak.
У 2005 вийшла відеогра «Tork: Prehistoric Punk» у жанрі платформера. Відеогра була розроблена ексклюзивно для гральної консолі Xbox.
У 2006 компанія займалася розробкою Xbox 360-версії «Tom Clancy's Ghost Recon Advanced Warfighter», яка була створена на власному гральному рушієві — YETI Engine.
У 2007 була випущена «Tom Clancy's Ghost Recon Advanced Warfighter 2», що є прямим продовженням попередньої гри, і «Beowulf: The Game». Ці ігри також базуються на рушії «YETI».

## Розроблені відеоігри
- 2005 — Tork: Prehistoric Punk (Xbox)[3]
- 2006 — Tom Clancy's Ghost Recon Advanced Warfighter (Xbox 360)[4]
- 2007 — Tom Clancy's Ghost Recon Advanced Warfighter 2 (Xbox 360)[5]
- 2007 — Beowulf: The Game (PC, Xbox 360, PlayStation 3, PlayStation Portable)[7]